# CLA

Rumensyra, ett exempel på konjugerad linolsyra

CLA (conjugated linoleic acid), konjugerad linolsyra, är en transfettsyra som används som kosttillskott, framförallt vid bantning. CLA finns främst i kött och mejeriprodukter som härrör från idisslare. De två C=C-dubbelbindningarna är konjugerade (det vill säga separerade av en enkelbindning). CLA är samtidigt både cis-fetter och transfetter, eftersom en av de två C=C-bindningarna är cis och den andra trans. 
De långsiktiga hälsoeffekterna av ett ökat intag av CLA är inte kända, men försök på råttor tyder på att preparatet kan ha en positiv påverkan på förhindrandet av cancer och hjärt- och kärlsjukdomar. Huruvida detta gäller även för människor är inte visat.(2000)
Senare forskning (2003) har visat att CLA har flera negativa effekter (bland annat diabetesliknande försämring av insulinkänsligheten), och de positiva effekterna har inte gått att replicera..

## Biokemi
CLA beskriver en mängd olika isomerer av oktadekadienfettsyror.
Vanligtvis studeras CLA som en blandning av isomerer där isomererna c9,t11-CLA (vomsyra) och t10,c12-CLA var de mest förekommande. Studier visar dock att individuella isomerer har distinkta hälsoeffekter.
Konjugerad linolsyra är både en transfettsyra och en cis-fettsyra. Cis-bindningen orsakar en lägre smältpunkt och, skenbart, även de observerade gynnsamma hälsoeffekterna. Till skillnad från andra transfettsyror kan den ha positiva effekter på människors hälsa. CLA är konjugerat, och i USA räknas inte trans- kopplingar i ett konjugerat system som transfetter för näringsföreskrifter och märkning. CLA och vissa transisomerer av oljesyra produceras av mikroorganismer i idisslares vommen. Icke-idisslare, som människor, producerar vissa isomerer av CLA från transisomerer av oljesyra, såsom vaccensyra, som omvandlas till CLA av delta-9-desaturas.
Hos friska människor biokonverteras CLA och de relaterade isomererna av konjugerad linolensyra(CLNA) från linolsyra respektive alfa-linolensyra, huvudsakligen av bakteriestammar av Bifidobacterium som lever i magtarmkanalen. Dock kan denna biokonvertering inte inträffa på någon signifikant nivå hos de med en matsmältningssjukdom, glutenkänslighet eller dysbios.

### Konjugerade fettsyror
De två C=C-dubbelbindningarna är konjugerade (det vill säga separerade av en enkelbindning). CLA är samtidigt både cis-fetter och transfetter, eftersom en av de två C=C-bindningarna är cis och den andra trans. 
- C-C=C-C=C-C konjugerad
- C-C=C-C-C=C icke konjugerad

## Hälsoeffekter
CLA marknadsförs i kosttillskottsform för dess förmodade anti-cancerfördel (för vilken det inte finns några starka bevis eller känd mekanism, och väldigt få hittills utförda studier(2004)) och som ett kroppsbyggande hjälpmedel. En granskning av bevisen från 2004 visade att även om CLA verkade gynna djur, fanns det en brist på bra bevis på hälsofördelar för människor trots de många påståenden som gjordes för det.
Likaså finns det inte tillräckligt med bevis för att CLA har en användbar fördel för överviktiga eller feta personer eftersom det inte har någon långsiktig effekt på kroppssammansättningen. Även om CLA har visat en effekt på insulinsvaret hos diabetiska råttor, finns det inga bevis för denna effekt hos människor.

## Kostkällor
Livsmedelsprodukter från gräsätande idisslare (till exempel får- och nötkött) är bra källor till CLA och innehåller mycket mer av det än de från spannmålsfodrade djur. Ägg från kycklingar som har matats med CLA är också rika på CLA, och CLA i äggulor har visat sig överleva de temperaturer som uppstår under stekning. Vissa svampar, som Agaricus bisporus och Agaricus subrufescens, är sällsynta icke-animaliska källor till CLA.
Dock omvandlas punicinsyra i kosten - som finns rikligt i granatäpplekärnor - till CLA vomsyra vid absorption i råttor, vilket tyder på att icke-animaliska källor fortfarande effektivt kan ge CLA i kosten.

## Historik
År 1979 visades CLA:er hämma kemiskt inducerad cancer hos möss och forskning om dess biologiska aktivitet har fortsatt.
År 2008 kategoriserade USA:s livsmedels- och läkemedelsadministration CLA som allmänt erkänd som säker (GRAS).